# My Sharona
My Sharona è un singolo dal gruppo musicale statunitense The Knack, pubblicato il 18 giugno 1979 come primo estratto dal primo album in studio Get the Knack.

## Descrizione
È un brano pop composto da Douglas Lars Fieger e Berton Averre. La licenza fu rilasciata nel 1979 dalle edizioni musicali Eighties Music - Wise Brothers Music Ltd - Small Hill Music.

### Ispirazione
Il celebre riff di My Sharona, uno dei più riconoscibili del rock, fu scritto dal chitarrista del gruppo, Berton Averre, molto tempo prima che egli si unisse a The Knack. Agli esordi della formazione fra le ragazze che seguivano il gruppo in tutti i concerti c'era Sharona Alperin, della quale il cantante e frontman Doug Fieger si innamorò perdutamente; dichiarò in seguito che ogni volta che pensava a Sharona, gli veniva in mente il riff di chitarra di Averre. I due musicisti lavorarono insieme sulla struttura e melodia del brano, proprio partendo da questa associazione. Tra la Alperin e Fieger nacque effettivamente un legame sentimentale, destinato a durare circa tre anni e mezzo, e Sharona comparve anche sulla copertina del 45 giri a lei dedicato, con sotto braccio una copia dell'album Get The Knack. Dopo la fine della loro relazione, Sharona si sposò, si trasferì a Los Angeles e divenne un'agente immobiliare. I due rimasero comunque amici e furono in contatto anche durante la malattia che afflisse Fieger negli ultimi anni della sua vita; alla morte del cantante nel febbraio 2010, Sharona presenziò ai funerali.

### Eredità
Dave Grohl dei Foo Fighters ha dichiarato in più di un'occasione che My Sharona è la sua canzone preferita (i Nirvana, band precedente di Grohl, avevano eseguito dal vivo nel 1994 una cover del brano). Nel 2005 My Sharona ebbe un ritorno di popolarità, dopo che il presidente George W. Bush aveva detto che la canzone era inclusa nella lista di ascolto del suo iPod.
Michael Jackson dichiarò di aver voluto una versione "black" di My Sharona per rafforzare la lista dei brani del suo album Thriller del 1982. Tale funzione all'interno del disco fu poi svolta dal celebre brano di Jackson Beat It.
Il quintetto musicale new wave Devo ha scritto il brano Girl U Want, come versione personalizzata di My Sharona. La canzone è alla posizione numero 75 della classifica stilata dalla rivista Billboard Magazine delle migliori canzoni di tutti i tempi.

## Successo commerciale
Il brano raggiunse il primo posto della Billboard Hot 100 e vi rimase per sei settimane risultando il disco singolo più venduto dell'anno, in Canada per tre settimane, in Australia per cinque settimane ed in Italia (su licenza Café Concerto Italia Edizioni Musicali) dove fu un vero tormentone estivo nel 1980. In altri paesi arriva in terza posizione in Francia e Nuova Zelanda, in sesta nel Regno Unito ed in settima in Svizzera.

## Classifiche
| Classifica (1979/80) | Posizione massima |
| -------------------- | ----------------- |
| Australia            | 1                 |
| Austria              | 13                |
| Belgio (Fiandre)     | 12                |
| Canada               | 1                 |
| Francia              | 3                 |
| Germania             | 12                |
| Irlanda              | 14                |
| Italia               | 1                 |
| Nuova Zelanda        | 3                 |
| Paesi Bassi          | 13                |
| Regno Unito          | 6                 |
| Stati Uniti          | 1                 |
| Svizzera             | 7                 |

## Cover
My Sharona nel corso degli anni è diventata l'oggetto non soltanto di numerose cover o campionamenti, ma anche di diverse parodie.

### Parodie
- "Weird Al" Yankovic ha registrato "My Bologna", peraltro approvata dai Knack.
- Steve Dahl, personalità radiofonica di Chicago, ha parodiato il brano, intitolandolo "Ayatollah" (seguendo la rivoluzione iraniana del 1979).
- Il gruppo rock messicano Moderatto con il titolo "Chaperona".
- Dead Kennedys con il titolo "Pull My Strings". Le parole "My Sharona" erano sostituite da My Payola.
- La canzone "Nine Coronas" è una parodia circolata su Internet di autore sconosciuto. Parla della percezione di una donna dal punto di vista di un uomo ubriaco. In seguito proprio la Corona ha utilizzato "My Sharona" per la propria campagna pubblicitaria, cambiando il titolo in "My Corona".
- Il comico australiano Rove McManus con il titolo "My Charader" in un quiz televisivo in cui i concorrenti si cimentavano nel gioco della sciarada.
- I Buio Pesto hanno reinterpretato la canzone in ligure in modo parodistico con il nome di "Bagasciona".
- In una puntata dei Simpson, Secco e la sua banda cantano nella scena finale "My Sharona" davanti alla finestra della camera di Homer e Marge.
- All'inizio della pandemia di coronavirus sui social ha spopolato "Virus corona" della Rimamband.